# Leopold Figl
Leopold Figl (2. října 1902 – 9. května 1965) byl rakouský křesťanskodemokratický politik, představitel Rakouské lidové strany (Österreichische Volkspartei – ÖVP). Byl kancléřem Rakouska v letech 1945–1953. V letech 1953–1959 byl ministrem zahraničních věcí ve vládě Julia Raaba. V letech 1959–1962 byl předsedou rakouského parlamentu (Nationalrat).
Ve 30. letech byl členem agrárního hnutí Bauernbund. V Dollfussově éře byl členem paravojenské organizace Ostmärkische Sturmscharen. Po anšlusu byl nacisty uvězněn v koncentračním táboře Dachau. Propuštěn byl v květnu 1943. V roce 1944 byl znovu zatčen a umístěn do koncentračního tábora Mauthausen. V únoru 1945 byl odsouzen za "velezradu" k trestu smrti, rozsudek však nebyl do konce války vykonán. Po osvobození byl ruskou vojenskou správou požádán, aby organizoval distribuci potravin ve Vídni. Začal se angažovat i politicky, když 14. dubna 1945 obnovil Bauernbund a záhy ho zapojil do ÖVP, která vznikla 17. dubna. V prosincových volbách roku 1945 ÖVP zvítězila se 49,8 procenty hlasů (sociální demokraté měli 44,6 %, komunisté 5,4 %). Přestože Figl mohl sestavit jednobarevnou vládu, nabídl socialistům velkou koalici, čímž vytvořil model, který v Rakousku fungoval až do roku 1966. Figl nabídl účast i rakouským komunistům, neboť sovětská vojska byla stále v Rakousku – získali ovšem vzhledem k překvapivě špatnému volebnímu výsledku jen jedno ministerské křeslo, takže nezabránili rakouské orientaci spíše na západ, která se projevila přijetím Marshallova plánu roku 1947 (komunistický ministr následně z vlády odešel). V následující vládě vedené Juliem Raabem se pro své dobré renomé u Sovětů stal Figl ministrem zahraničí. Byl jedním z klíčových tvůrců Rakouské státní smlouvy (Österreichische Staatsvertrag), která byla podepsána roku 1955 na vídeňském zámku Belvedere zástupci USA, SSSR, Francie, Velké Británie a rakouské vlády. Smlouva zaručovala odchod Rudé armády z Rakouska a plné obnovení jeho suverenity. Historickým se stala Figlova slova na balkóně Belvederu po podepsání smlouvy: "Österreich ist frei!" ("Rakousko je svobodné!") (Ve skutečnosti slova nepronesl na balkóně, ale uvnitř jednacího sálu, tisk však větu spojil s fotografií Figla na balkoně, jak mává papíry smlouvy).